# Sandnes
Sandnes är en stad i Sandnes kommun i Rogaland fylke i sydvästra Norge. Orten ligger vid Europaväg 39, söder om staden Stavanger. Den ingår i den sammanväxta tätorten Stavanger/Sandnes och utgör kommunens centralort.
Staden Sandnes kallas för cykelstaden (norska: sykkelbyen) efter den nu nerlagda cykelfabriken DBS. Varumärket finns kvar men produktionen är numera flyttad till Asien. Sandnes hade i många år en relativt stor keramikindustri och stadsvapnet innehåller en lergök. Staden ligger vackert vid södra delen av Gandsfjorden.
Under de senaste decennierna har Sandnes utvecklats kraftigt tack vare oljeindustrin vars underleverantörer och ingenjörskontor ligger i industriområdet Forus, mellan Sandnes och Stavanger. De senaste åren har Sandnes vuxit kraftigt och är idag[när?] Norges snabbast växande stad med cirka 2 % årligen.

## Bilder

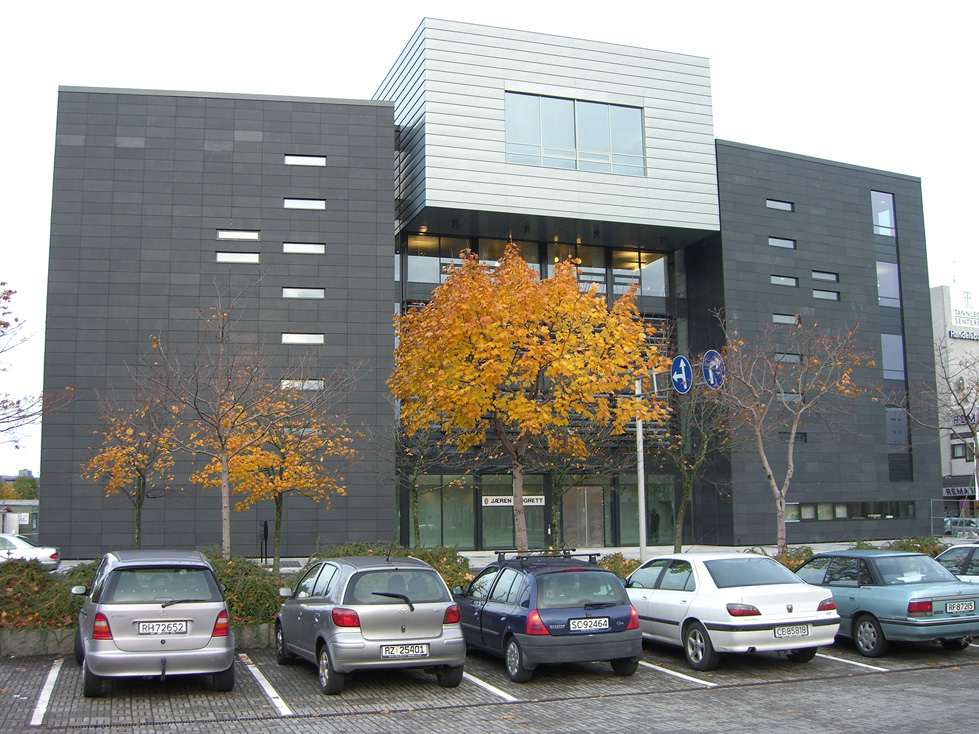
Sandnes tingshus.
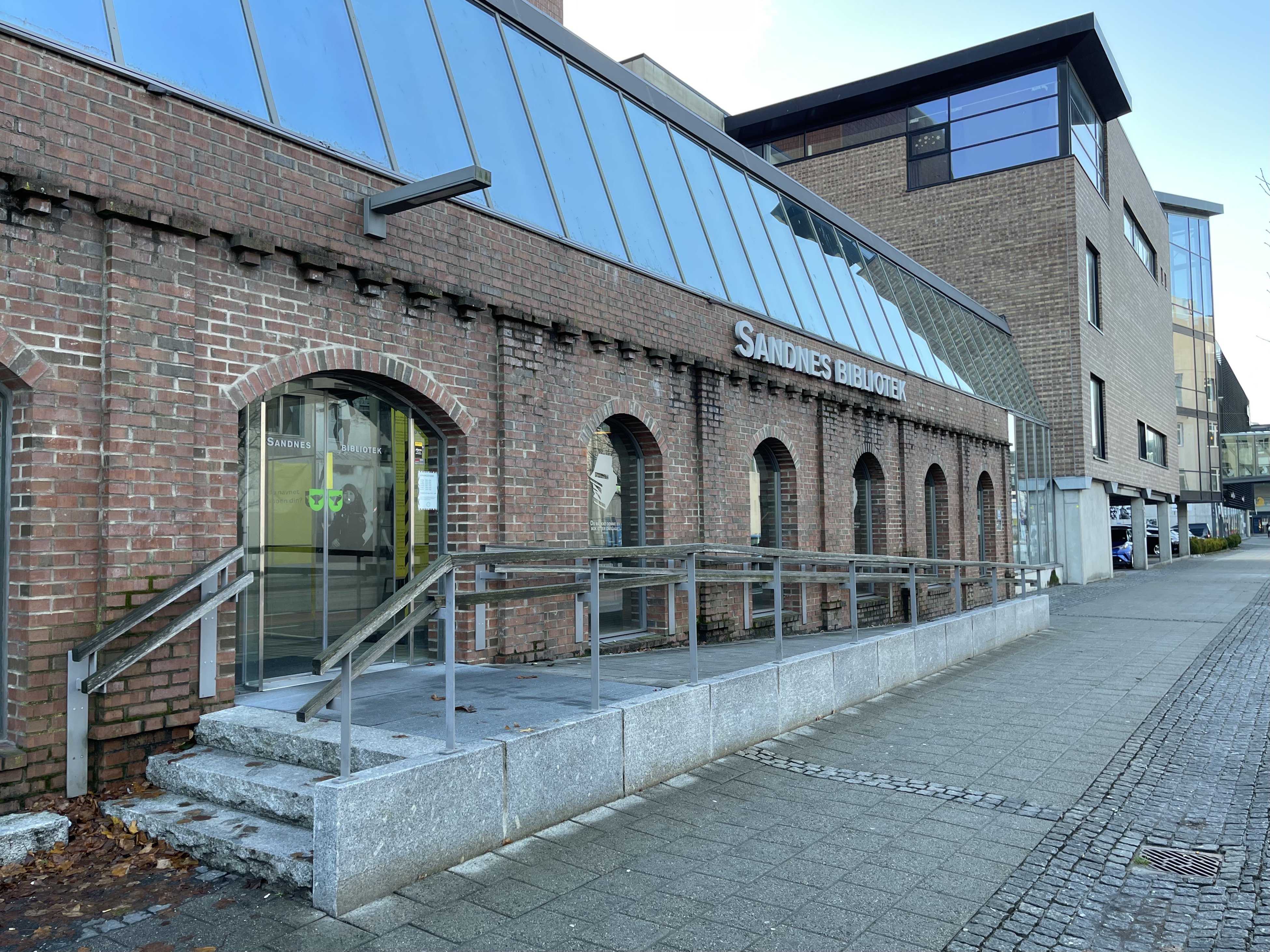
Sandnes bibliotek.
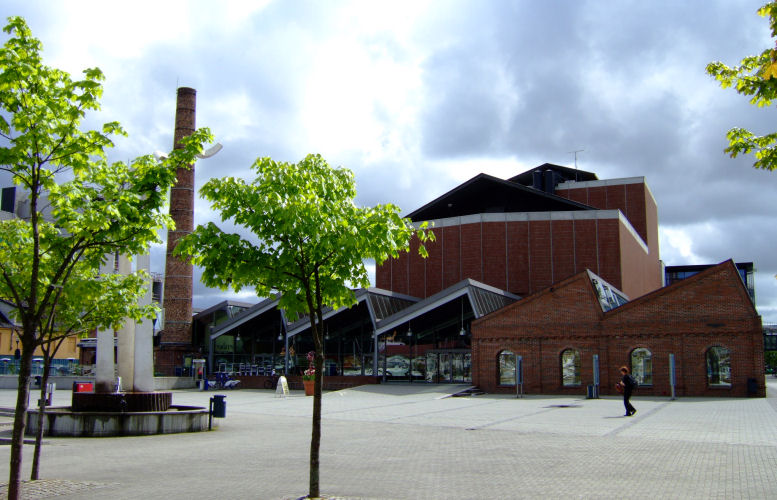
Sandnes kulturhus.